# Sułoszyn (województwo zachodniopomorskie)
Sułoszyn (niem. Zühlskamp) – osada w Polsce położona w województwie zachodniopomorskim, w powiecie drawskim, w gminie Złocieniec. W latach 1975–1998 miejscowość administracyjnie należała do województwa koszalińskiego. W roku 2007 osada liczyła 9 mieszkańców. Miejscowość wchodzi w skład sołectwa Bobrowo.

## Geografia
Osada leży ok. 2 km na południowy zachód od Bobrowa, ok. 500 m od jeziora Wąsosze, ok. 800 m na południe od rzeki Wąsowy.